# Connarus popenoei
Connarus popenoei là một loài thực vật có hoa trong họ Connaraceae. Loài này được Standl. mô tả khoa học đầu tiên năm 1929.